# Synagoge (Scherwiller)

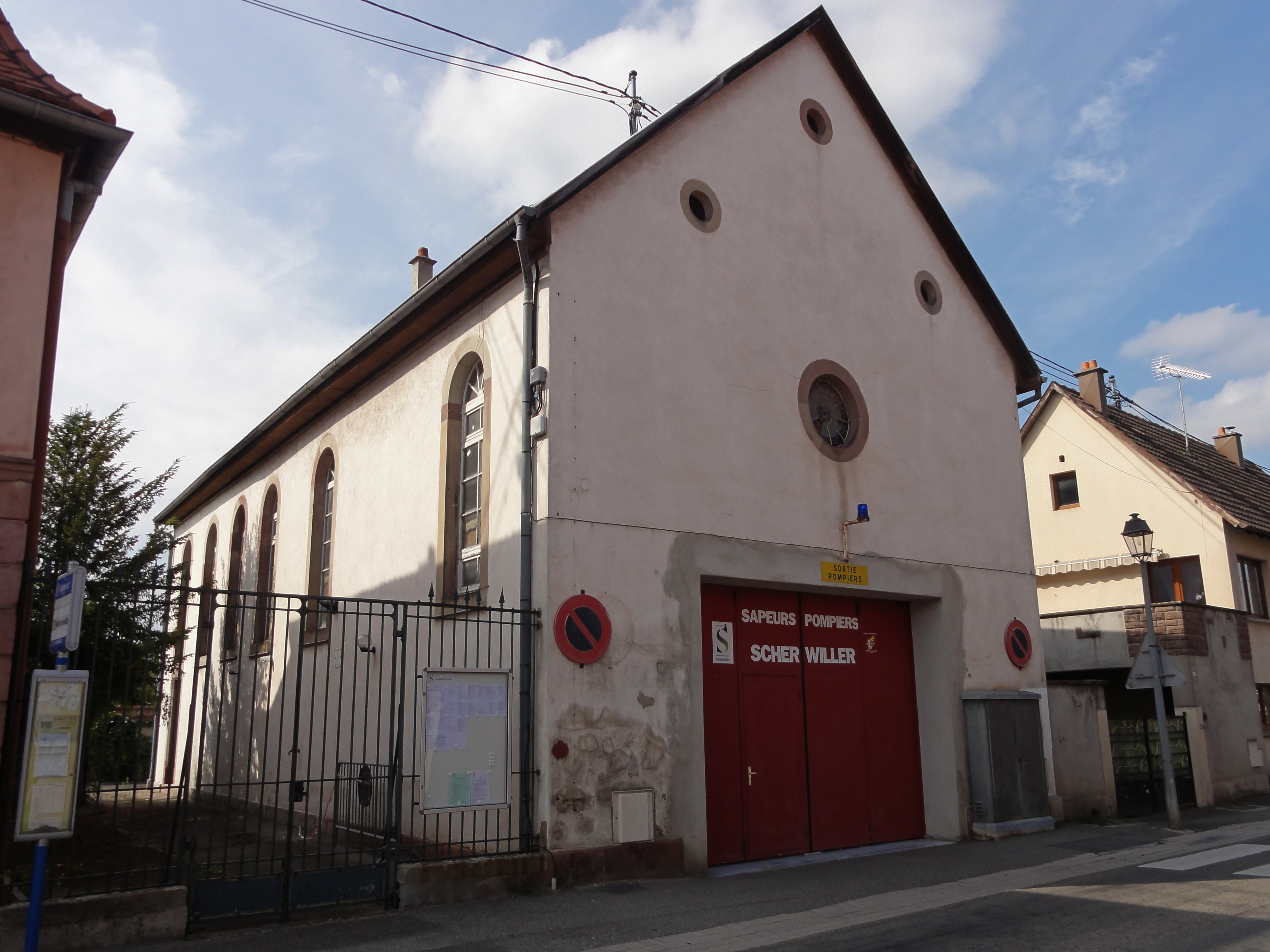
Feuerwehrhaus (ehemaligen Synagoge), 2014

Die Synagoge in Scherwiller, einer französischen Gemeinde im Département Bas-Rhin in der Region Grand Est, wurde 1861/62 errichtet. Die profanierte Synagoge an der Rue du Giessen ist seit 1985 als Monument historique klassifiziert.
Die Synagoge wurde nach Plänen des Architekten Antoine Ringeisen erbaut. Während der deutschen Besatzung im Zweiten Weltkrieg wurde das Gebäude als Unterkunft für polnische Zwangsarbeiter zweckentfremdet.
Nach 1945 diente das Gebäude wieder als Synagoge. 1963 wurde das Synagogengebäude an die Stadt verkauft und es wird seitdem als Feuerwehrhaus verwendet.